# Bretka
Bretka es un municipio del distrito de Rožňava en la región de Košice, Eslovaquia, con una población estimada a final del año 2024 de 397 habitantes.
Se encuentra ubicado al oeste de la región, en la cuenca hidrográfica del río Hernád, y cerca de la frontera con la región de Banská Bystrica y Hungría.

## Demografía
| Año        | 1994 | 2004    | 2014     | 2024    |
| ---------- | ---- | ------- | -------- | ------- |
| Población  | 362  | 350     | 400      | 397     |
| Diferencia |      | −3,31 % | +14,28 % | −0,75 % |

| Año        | 2023 | 2024    |
| ---------- | ---- | ------- |
| Población  | 400  | 397     |
| Diferencia |      | −0,75 % |